# Campeonato Mundial de Taekwondo de 2019
El XXIV Campeonato Mundial de Taekwondo se celebró en Mánchester (Reino Unido) entre el 15 y el 19 de mayo de 2019 bajo la organización de Taekwondo Mundial (WT) y la Federación Británica de Taekwondo.
Las competiciones se realizaron en la Manchester Arena de la ciudad inglesa.

## Calendario
|  | Preliminares | ● | Finales |

| Mayo de 2019 | Mié 15 | Jue 16 | Vie 17 | Sáb 18 | Dom 19 |
| ------------ | ------ | ------ | ------ | ------ | ------ |
| –54 kg       |        |        | ●      |        |        |
| –58 kg       |        | ●      |        |        |        |
| –63 kg       |        |        |        |        | ●      |
| –68 kg       |        |        | ●      |        |        |
| –74 kg       |        |        |        | ●      |        |
| –80 kg       |        |        |        |        | ●      |
| –87 kg       |        |        |        |        | ●      |
| +87 kg       |        |        |        |        | ●      |

| Mayo de 2019 | Mié 15 | Jue 16 | Vie 17 | Sáb 18 | Dom 19 |
| ------------ | ------ | ------ | ------ | ------ | ------ |
| –46 kg       |        | ●      |        |        |        |
| –49 kg       |        |        |        | ●      |        |
| –53 kg       |        |        |        |        | ●      |
| –57 kg       |        |        |        | ●      |        |
| –62 kg       |        |        |        |        | ●      |
| –67 kg       |        |        |        |        | ●      |
| –73 kg       |        | ●      |        |        |        |
| +73 kg       |        |        | ●      |        |        |

## Medallistas

### Masculino
| Evento         | Oro                         | Plata                            | Bronce                                                                          |
| -------------- | --------------------------- | -------------------------------- | ------------------------------------------------------------------------------- |
| –54 kg (17.05) | Bae Jun-Seo Corea del Sur   | Gueorgui Popov · Rusia           | Paulo Melo · Brasil · Armin Hadipur · Irán                                      |
| –58 kg (16.05) | Jang Jun Corea del Sur      | Brandon Plaza · México           | Rui Bragança Portugal Lucas Guzmán Argentina                                    |
| –63 kg (19.05) | Zhao Shuai China            | Sorush Ahmadi Irán               | Iordanis Konstantinidis · Alemania · Jaouad Achab · Bélgica                     |
| –68 kg (17.05) | Bradly Sinden Reino Unido   | Javier Pérez Polo · España       | Lee Dae-Hoon · Corea del Sur · Alexei Denisenko · Rusia                         |
| –74 kg (18.05) | Simone Alessio · Italia     | Ahmad Abugaush Jordania          | Daniel Quesada Barrera · España · Kairat Sarymsakov · Kazajistán                |
| –80 kg (19.05) | Milad Beigi Azerbaiyán      | Apóstolos Telikostoglu · Grecia  | Moisés Daniel Hernández · República Dominicana · Park Woo-Hyeok · Corea del Sur |
| –87 kg (19.05) | Vladislav Larin · Rusia     | Ícaro Miguel Martins · Brasil    | Song Zhaoxiang · China · Ivan Šapina · Croacia                                  |
| +87 kg (19.05) | Rafael Alba Castillo · Cuba | Carlos Sansores Acevedo · México | Maicon Siqueira · Brasil · Hamza Katan · Jordania                               |

### Femenino
| Evento         | Oro                              | Plata                               | Bronce                                                 |
| -------------- | -------------------------------- | ----------------------------------- | ------------------------------------------------------ |
| –46 kg (16.05) | Sim Jae-Young Corea del Sur      | Mahla Momenzadeh Irán               | Tan Xueqin China Julanan Khantikulanon Tailandia       |
| –49 kg (18.05) | Panipak Wongpattanakit Tailandia | Wu Jingyu China                     | Rukiye Yıldırım · Turquía · Kristina Tomić · Croacia   |
| –53 kg (19.05) | Phannapa Harnsujin Tailandia     | Tatiana Kudashova · Rusia           | Aaliyah Powell Reino Unido Inese Tarvida Letonia       |
| –57 kg (18.05) | Jade Jones Reino Unido           | Lee Ah-Reum Corea del Sur           | Skylar Park · Canadá · Zhou Lijun · China              |
| –62 kg (19.05) | İrem Yaman Turquía               | Caroline Santos · Brasil            | Magda Wiet-Hénin · Francia · Bruna Vuletić · Croacia   |
| –67 kg (19.05) | Zhang Mengyu China               | Nur Tatar Turquía                   | Milena Titoneli · Brasil · Fəridə Əzizova · Azerbaiyán |
| –73 kg (16.05) | Lee Da-Bin Corea del Sur         | María del Rosario Espinoza · México | Marie-Paule Blé Francia Nafia Kuş Turquía              |
| +73 kg (17.05) | Bianca Walkden Reino Unido       | Zheng Shuyin China                  | Briseida Acosta · México · Doris Pole · Croacia        |

## Medallero
| Núm. | País                 | Oro | Plata | Bronce | Total |
| ---- | -------------------- | --- | ----- | ------ | ----- |
| 1    | Corea del Sur        | 4   | 1     | 2      | 7     |
| 2    | Reino Unido          | 3   | 0     | 1      | 4     |
| 3    | China                | 2   | 2     | 3      | 7     |
| 4    | Tailandia            | 2   | 0     | 1      | 3     |
| 5    | Rusia                | 1   | 2     | 1      | 4     |
| 6    | Turquía              | 1   | 1     | 2      | 4     |
| 7    | Azerbaiyán           | 1   | 0     | 1      | 2     |
| 8    | Cuba                 | 1   | 0     | 0      | 1     |
| 8    | Italia               | 1   | 0     | 0      | 1     |
| 10   | México               | 0   | 3     | 1      | 4     |
| 11   | Brasil               | 0   | 2     | 3      | 5     |
| 12   | Irán                 | 0   | 2     | 1      | 4     |
| 13   | España               | 0   | 1     | 1      | 2     |
| 13   | Jordania             | 0   | 1     | 1      | 2     |
| 15   | Grecia               | 0   | 1     | 0      | 1     |
| 16   | Croacia              | 0   | 0     | 4      | 4     |
| 17   | Francia              | 0   | 0     | 2      | 2     |
| 18   | Alemania             | 0   | 0     | 1      | 1     |
| 18   | Argentina            | 0   | 0     | 1      | 1     |
| 18   | Bélgica              | 0   | 0     | 1      | 1     |
| 18   | Canadá               | 0   | 0     | 1      | 1     |
| 18   | Kazajistán           | 0   | 0     | 1      | 1     |
| 18   | Letonia              | 0   | 0     | 1      | 1     |
| 18   | Portugal             | 0   | 0     | 1      | 1     |
| 18   | República Dominicana | 0   | 0     | 1      | 1     |
|      | TOTAL                | 16  | 16    | 32     | 64    |